# Serinette
La serinette è uno strumento musicale automatico composto da una scatola azionabile a manovella il cui suono è emesso da piccole canne di organo attraverso le quali passa l'aria soffiata da un mantice.

## Funzionamento
La scatola, o sorta di organo automatico a canne di forma rettangolare, contiene dieci piccole canne di organo che operano attraverso un meccanismo che riceve il segnale dal cilindro fonotattico a pioli. Il meccanismo interno è costituito da un eccentrico azionato da una manovella che muove contemporaneamente il cilindro e un mantice. Attraverso valvole di sfiato l'aria viene indirizzata alle canne alloggiate in un opportuno somiere. Il suono assomiglia al fischio di un uccello e spesso sostituiva il flageolet (alcuni compositori come Gluck, Haendel, e Mozart crearono composizioni musicali per lo strumento).
Lo strumento, costituito esternamente in legno di noce, misura di media 265 × 200 × 150 mm.

## Costruttori
I differenti centri di fabbricazione furono Nancy, Parigi, ma soprattutto Mirecourt (un costruttore noto è Thibouville-Lamy); il periodo di costruzione varia tra la seconda metà del Settecento e la seconda metà dell'Ottocento.
Si trova al Museo di Norimberga; Leslie Lindsey Mason Collection, 1917; Museum of Fine Arts, Boston; South Kensington Museum; Collezione Maggi di Cremona.
Secondo la descrizione nel 1717 di una curiosa pubblicazione con 43 melodíe The bird fancier's delight ("Le delizie dell'allenatore di uccelli"), precorre il Nouveau Traité des Serins de Canarie del 1745 di Hervieux di Chanteloup, il quale lo pubblica assieme a consigli utili all'allevamento e alla riproduzione degli uccelli con accenni anche a un piccolo organo portatile a due ottave chiamato serinette. La scatola musicale, molto in voga nel XVII secolo, era usata come un passatempo dagli aristocratici e consigliata per insegnare arie musicali ai canarini.
Nel 1769 lo strumento appare come protagonista in un colto dissertare tra Alembert e Diderot (Encyclopédie) sul rapporto tra l'uomo e la macchina. La serinette è di legno, l'uomo è di carne, e la conclusione è paradossale: «[…] c'est bien la machine qui apprend au serin à chanter, ce qui fait du serin une machine imitative de la machine.» ("c'è una macchina che insegna al canarino a cantare, ciò fa del canarino una macchina imitativa della macchina.")
Mozart, scrive divertissement musicali per lo strumento e lo mette nelle mani di Papageno nel Il flauto magico.